# Xã Monroe, Quận Lyon, Minnesota
Xã Monroe (tiếng Anh: Monroe Township) là một xã thuộc quận Lyon, tiểu bang Minnesota, Hoa Kỳ. Năm 2010, dân số của xã này là 202 người.